# Steven Moffat
Steven Moffat (* 18. listopadu 1961 Paisley) je britský scenárista a režisér, nejvíce se vyznamenal díky pořadům Doctor Who a Sherlock, které produkoval v letech 2010–2017. Do pořadu Doctor Who píše scénáře od jeho obnovení v roce 2005.

## Mládí
Moffat se narodil ve Paisley ve Skotsku, kde navštěvoval střední školu v Camphillu. Když přešel na univerzitu, začal se také angažovat ve studentské televizní stanici zvané University Student Television. Po univerzitě začal učit na Cowdenknoweské střední škole.  V 80. letech napsal Moffat divadelní hru Válečná zóna a muzikál Knifer. Tím se dostal do povědomí lidí. Jeho otec pracoval jako ředitel ve škole kde se natáčel seriál Hoghway. Jako správný rodič se producentům zmínil, že má skvělý nápad na seriál z prostředí redakce školního časopisu. Když jim přinesl scénář, byli úplně nadšení, netušili všat, že to nenapsal Bill Moffat, nýbrž jeho syn – Steven Moffat. Moffat dále začal psát pro seriál Press Gang. V době, když Moffat psal druhou sérii se zrovna rozváděl se svou první ženou. Jelikož byl velmi nešťastný, že ho jeho žena podvedla, odrazilo se to i ve scénáři. Moffat vytvořil postavu Briana Magboye, pojmenovaného podle přítele své manželky. Moffat si velmi vychutnával trpění Briana během dílu „The Big Finish?“. Souhru nešťastných náhod dovršil psací stroj dopadající na Brianovy nohy. Dále se nabídky jen množily a Stevenovo renomé stoupalo strmě nahoru.

## Doctor Who
Moffat byl fanouškem Doctora Who už od mládí. V roce 1995, kdy měl pořad vysílací pauzu, psal Moffat scénáře pro komiksy. V roce 2004 se přihlásil do konkurzu pro scenáristy pro obnovenou řadu. Dostal se. Jeho epizody jsou známy především jako, tajemné, složité a které přináší nějakou souvislost s celkovým dějem seriálu. Jako příklad přesného „Moffatovského“ dílu můžeme uvést díl Listen (2014), který se řadí mezi úplně nejsložitější. Moffat v roce 2010 převzal žezlo režiséra, neznamená to však, že by přestal psát. Jako značný projev změny ve vedení seriálu, je třeba speciál k padesátému výročí seriálu, který napsal Moffat a režíroval Nick Hurran. Zde se neobjevili všichni žijící Doktoři, přestože to společnost očekávala. Moffat ale v rámci speciálu odhalil tajemnou inkarnaci doktora – Válečného Doktora, takže je speciál hodnocen stejně převážně kladně. Moffat se podílel i na výběru dvanáctého doktora v roce 2013, takže tu můžeme vidět úplně odlišný charakter, mnohem více tajemnější, jak u Moffata zvykem.

## Současnost
Steven píše scénáře i pro seriál Sherlock. Nyní žije se svou druhou ženou Sue a mají dvě děti. V roce 2015 Steven oznámil svoji účast v seriálu Doctor Who i na desátou sérii.

## Filmografie

### Scénář
| Výroba                                     | Poznámky | Vysílala          |
| ------------------------------------------ | --- | ----------------- |
| Press Gang                                 | - 43 epizod (1989–1993) | ITV               |
| Stay Lucky                                 | - „The Devil Wept in Leeds“ (1990) | ITV               |
| Joking Apart                               | - 13 epizod (1991–1995) | BBC2              |
| Murder Most Horrid                         | - „Overkill“ (1994) - „Dying Live“ (1996) - „Elvis, Jesus and Zack“ (1999) | BBC2              |
| Chalk                                      | - 12 epizod (1997) | BBC1              |
| Doctor Who and the Curse of Fatal Death    | - Comic Relief special (1999) | BBC One           |
| Coupling                                   | - 28 epizod (2000–2004) | BBC Two BBC Three |
| Doctor Who                                 | 33 epizod (2005–2014): - „The Empty Child“ / „The Doctor Dances“ (2005) - „The Girl in the Fireplace“ (2006) - „Blink“ (2007) - „Time Crash“ (Children in Need mini-episode, 2007) - „Silence in the Library“ / „Forest of the Dead“ (2008) - The End of Time (2010) (final scene, uncredited) - „The Eleventh Hour“ (2010) - „The Beast Below“ (2010) - „The Time of Angels“ / „Flesh and Stone“ (2010) - „The Pandorica Opens“ / „The Big Bang“ (2010) - „A Christmas Carol“ (2010) - „Space“ / „Time“ (Comic Relief mini-episodes, 2011) - „The Impossible Astronaut“ / „Day of the Moon“ (2011) - „A Good Man Goes to War“ (2011) - „Let's Kill Hitler“ (2011) - „The Wedding of River Song“ (2011) - „The Doctor, the Widow and the Wardrobe“ (2011) - „Asylum of the Daleks“ (2012) - „The Angels Take Manhattan“ (2012) - „The Snowmen“ (2012) - „The Bells of Saint John“ (2013) - „The Name of the Doctor“ (2013) - „The Day of the Doctor“ (2013) - „The Time of the Doctor“ (2013) - „Deep Breath“ (2014) - „Into the Dalek“ (co-written with Phil Ford, 2014) - „Listen“ (2014) - „Time Heist“ (co-written with Stephen Thompson, 2014) - „The Caretaker“ (co-written with Gareth Roberts, 2014) - „Dark Water“ / „Death in Heaven“ (2014) - „Last Christmas“ (2014) | BBC One           |
| Jekyll                                     | - 6 epizod (2007) | BBC One           |
| Sherlock                                   | - „A Study in Pink“ (unaired pilot, 2009) - „A Study in Pink“ (2010) - „A Scandal in Belgravia“ (2012) - „The Sign of Three“ (co-written with Stephen Thompson andMark Gatiss, 2014) - „His Last Vow“ (2014) | BBC One           |
| Titinova dobrodružství: Tajemství Unicornu | - Feature film (co-written with Edgar Wright and Joe Cornish, 2011) |                   |

### Herec
| Rok  | Název                             | Role     |
| ---- | --------------------------------- | -------- |
| 2011 | Doctor Who: Best of Specials      | Sám sebe |
| 2011 | Women of Doctor Who               | Sám sebe |
| 2012 | Sherlock Uncovered                | Sám sebe |
| 2013 | Doctor Who: The Doctors Revisited | Sám sebe |
| 2013 | The Five(ish) Doctors Reboot      | Sám sebe |